# Echoes (Will Young)
Echoes è il quinto album di Will Young, pubblicato il 22 agosto 2011.
L'album è stato registrato tra il 2010 e il 2011, dopo la pubblicazione del singolo Hopes & Fears.
Le anteprime di molte tracce dell'album sono state diffuse dall'artista tramite Twitter lungo il corso dei primi mesi del 2011.

## Tracce
1. Jealousy – 4:06 (Will Young, Mima Stilwell, Jim Eliot)
2. Come On – 3:11 (Mima Stilwell, Jim Eliot)
3. Lie Next to Me – 3:37 (Will Young, Mima Stilwell, Jim Eliot, Stefan Storm)
4. I Just Want a Lover – 3:25 (Will Young, Mima Stilwell, Jim Eliot)
5. Runaway – 4:41 (Will Young, Donnie Sloan)
6. Outsider – 2:46 (Will Young, Dan Carey)
7. Silent Valentine – 3:59 (Will Young, Mima Stilwell, Jim Eliot)
8. Losing Myself – 3:59 (Will Young, Pascal Gabriel)
9. Personal Thunder – 4:52 (Will Young, Fred Falke, Richard Stannard)
10. Hearts on Fire – 4:54 (Will Young, Mima Stilwell, Jim Eliot)
11. Happy Now – 3:30 (Will Young, Pascal Gabriel)
12. Good Things – 4:12 (Will Young, Andy Cato)
13. Safe from Harm – 3:33 (Will Young, Mima Stilwell, Jim Eliot)

## Classifiche

### Classifiche settimanali
| Classifiche (2011) | Posizione massima |
| ------------------ | ----------------- |
| Irlanda            | 12                |
| Regno Unito        | 1                 |

### Classifiche di fine anno
| Classifica (2011) | Posizione |
| ----------------- | --------- |
| Regno Unito       | 23        |
| Classifica (2012) | Posizione |
| Regno Unito       | 96        |